# Alliance-Raffinerie
Die Alliance-Raffinerie (engl. Alliance Refinery) war eine US-amerikanische Erdölraffinerie von Phillips 66 bei Belle Chasse im US-Bundesstaat Louisiana. Die 1971 eröffnete Raffinerie wurde 2021 stillgelegt, nachdem der Hurrikan Ida sie stark beschädigt hatte.

## Geographie

### Lage
Das Raffineriegelände befindet sich direkt am Mississippi River, 30 km südlich des Stadtzentrums von New Orleans. Das die Raffinerie umgebende Land gehört zum Plaquemines Parish.

## Geschichte
Die Raffinerie wurde 1971 eröffnet. 1985 wurde die Raffinerie von der Gulf Oil an die BP verkauft. Im Jahr 2000 verkaufte BP Amoco die Raffinerie für 600 Millionen Dollar an die Tosco Corporation. Tosco hatte kurz zuvor die Martinez-Raffinerie in Kalifornien an die Ultramar Diamond Shamrock verkauft, was als zusammenhängender strategischer Schritt von Tosco galt.
Durch die Fusion der Tosco mit der Phillips Petroleum in 2001 und der anschließenden Fusion der Phillips Petroleum mit der Conoco (2002) wurde die ConocoPhillips die Muttergesellschaft der Raffinerie. Durch die Abspaltung des Raffineriegeschäfts zur Phillips 66 in 2012 wurde diese die neue Muttergesellschaft. Hurrikan Isaac verursachte 2012 in der Raffinerie Schäden und flutete das Gelände teilweise.
Bereits 2011 versuchte ConocoPhillips erfolglos die Raffinerie zu verkaufen. Aufgrund der unklaren Entwicklung des Treibstoffmarkts versuchte Phillips 66 2021 die Raffinerie erneut zu verkaufen, bevor Ende August 2021 der Hurrikan Ida im Werk für starke Zerstörung sorgte. Trotz der großen Schäden wurde weiterhin versucht einen Käufer für die Raffinerie zu finden. Im November 2021 gab die Phillips 66 an, die Raffinerie stillzulegen und in ein Terminal umzubauen.

### Vorfälle
- Am 4. Juli 2018 verunglückte in der Nachtschicht ein Kontraktor tödlich. Er starb beim Sturz in die Tasse eines Kühlturms. Zur Bergung des Verunglückten musste die komplette Raffinerie heruntergefahren werden.[6]

## Technische Daten
Die mittelgroße aber komplexe Raffinerie war vor allem darauf spezialisiert leichte und schwefelarme (süße) Rohölsorten aus dem Golf von Mexiko und der afrikanischen Westküste zu verarbeiten.
Die Raffinerie ist über eine 140 Meilen lange Pipeline an den Louisiana Offshore Oil Port sowie weiteren Erdölfördergebieten angeschlossen. Produkte werden über das Colonial-Pipeline-System und das Plantation-Pipeline-System verteilt. Am Mississippi River konnte der in der Raffinerie produzierten Petrolkoks direkt auf Transportschiffe verladen werden, weitere Piers dienten zur Verschiffung der flüssigen Produkte. Ein Anschlussgleis schloss die Raffinerie an die direkt am Werk vorbeiführende Bahnstrecke der New Orleans and Gulf Coast Railway an.

### Verarbeitungsanlagen
- Atmosphärische Destillation
- Vakuum-Destillation
- Delayed Koker
- FFC-Einheit
- Katalytischer Reformer
- Entschwefelungsanlagen[7]